# 우루스마르타놉스키군

우루스마르타놉스키 군의 위치

우루스마르타놉스키군(러시아어: Уру́с-Марта́новский райо́н)은 체첸 공화국에 위치한 군이다. 인구는 2002년에 10만1,163명, 2004년에는 10만4,712명이었다. 중심지는 우루스마르탄이다.